# Томторське родовище ніобію
Томторське родовище ніобію — унікальне родовище ніобію в Російській Федерації, на яке припадає бл. 58 % загальних запасів пентоксиду ніобію у світі.
Родовище пов'язане з древніми корами вивітрювання карбонатитів. Середній вміст пентоксиду ніобію — 1,2 %, а на окремих ділянках — до 8,5 % (дільниця Буранна); середній вміст суми рідкісних земель — 12,8 %. Опрацьовано 4 варіанти відробки родовища на рівні проєктних пропозицій. Критерієм вибору найкращого варіанта є рентабельність.